# Joseph Arthur Salomons
Joseph Arthur Salomons, britanski general, * 1900, † 7. junij 1973.